# Laniocera
Laniocera foi um género de ave da família Tityridae.

## Espécies
- Laniocera rufescens
- Laniocera hypopyrra